# Agustín del Castillo (marino)
Agustín del Castillo fue un marino argentino que sirvió en la armada de su nación a fines del siglo XIX y desempeñó un papel fundamental en los inicios de la actividad carbonífera en la República Argentina.

## Biografía
Silvano Agustín del Castillo nació el 2 de diciembre de 1855 en Mercedes (Buenos Aires), hijo de Fortunata Lecler y del español Manuel del Castillo.
En 1868, cuando contaba con solo 13 años de edad, falleció su madre víctima de la epidemia de cólera que azotó al país y poco tiempo después murió su padre.
En 1872 fue dado de alta en la Armada Argentina como aspirante pasando a servir en el aviso Vigilante y ese mismo año ingresó a la Escuela Naval a bordo del vapor General Brown, integrando el primer grupo de cadetes del instituto.
Como cadete sirvió con su buque en tareas logísticas y de bloqueo contra la rebelión Jordanista en la provincia de Entre Ríos. Faltando un año para finalizar sus estudios, el llamado "Motín de los Gabanes" protagonizado por los cadetes en el invierno de 1876 motivó la suspensión de las clases y finalmente la disolución de la primera Escuela Naval Militar para ser refundada a bordo de la Uruguay.
Durante su último año como cadete actuó en la división naval que al mando de Luis Py fue movilizada a la Patagonia Argentina para resguardar la soberanía del país en las riberas del río Santa Cruz. El 20 de enero de 1879 egresó de la Escuela Naval integrando la primera promoción junto a Juan Picasso, Emilio Barilari y Alberto Cánepa.
Fue destinado a Inglaterra para perfeccionar sus conocimientos en el arma de torpedos. Allí integró la comisión de inspección de la construcción del vapor transporte Villarino. En 1880, bajo el mando de Ceferino Ramírez, viajó con el Villarino a El Havre para recibir los restos del general José de San Martín.
Del Castillo fue entonces designado agregado a la embajada argentina en París, para ser luego destinado a Italia para estudios de perfeccionamiento a bordo de la fragata María Adelaida, buque escuela de artillería de la Marina de ese país.
Finalizada la construcción de la torpedera Maipú, pasó a Inglaterra para embarcarse como primer oficial pero fue enviado nuevamente a Italia para recibir los torpederos adquiridos a astilleros de esa nación. Destinado finalmente al acorazado Almirante Brown, en 1881 regresó con el nuevo buque a su país.
A fines de 1882 pasó a revistar como segundo comandante en la Cabo de Hornos. Fue uno de los fundadores del Centro Naval (4 de mayo de 1882), cuya primera Comisión Directiva integró como vocal.
El 30 de enero de 1884 fue designado subdirector de la Escuela Naval y ese mismo año fue elegido presidente del Centro Naval. En 1885 fue incorporado al Estado Mayor General de la Armada.
En 1887, mientras cumplía tareas hidrográficas en Río Gallegos, efectuó una expedición a Río Turbio durante la cual descubrió los yacimientos de carbón. Por ese motivo y en consideración a sus actividades posteriores relacionadas con la actividad minera en la región se lo considera el propulsor de Yacimientos Carboníferos Fiscales.
El 25 de agosto de 1888 fue promovido al grado de teniente de navío, equivalente en la actualidad al de capitán de corbeta.
Falleció en la ciudad de Buenos Aires el 22 de enero de 1889, poco después de su segundo viaje a la zona de Río Turbio y Lago Argentino y mientras preparaba una conferencia que debía pronunciar en el Instituto Geográfico Argentino referida a sus recientes exploraciones.
En la Asamblea Extraordinaria del Instituto Geográfico Argentino efectuada el 8 de mayo de 1889 el doctor Felipe Yofre informó que: "la expedición llevada a cabo bajo las órdenes del malogrado teniente de navío don Agustín del Castillo, recorrió una vasta extensión de la Patagonia austral, comprendiendo las cuencas de los ríos Gallegos y Santa Cruz, los lagos del Sur, Argentino, Viedma y San Martín con el propósito de seguir los cursos de agua hasta el macizo de la Cordillera de los Andes y resolver definitivamente si existe una vía de comunicación entre el Atlántico y el Pacífico por el río Santa Cruz (...) Esta expedición que estuvo de regreso hace apenas unos meses soportó los rigores del invierno en la falda de los Andes e inmediaciones del lago Argentino a fin de obtener los más exactos datos posibles sobre la climatología de aquellas regiones(...) Sus resultados iban a hacerse públicos en una conferencia que debía dar el intrépido jefe de la expedición, don Agustín del Castillo y estaba trabajando activamente para ordenar sus datos y confeccionar el plano de la región recorrida cuando la ley inexorable de la naturaleza tronchó su existencia; privando a la Armada Argentina de uno de sus más distinguidos oficiales y a la geografía nacional de uno de sus más ilustres campeones".